# 2020-as angol labdarúgó-szuperkupa
A 2020-as angol labdarúgó-szuperkupa, szponzorációs nevén The FA Community Shield supported by McDonald’s a kupa 98. kiírása volt; egy labdarúgó mérkőzés a 2019–20-as angol bajnokság és a 2019–20-as FA-Kupa győztese, a Liverpool és az Arsenal között. A találkozót utóbbi csapat nyerte meg 1–1-es döntetlent és büntetőpárharcot követően. Ez volt a negyedik alkalom, hogy ez a két klub mérkőzött meg a kupáért. A Liverpool 1979-ben és 1989-ben nyert, míg az Arsenal 2002-ben győzött. A mérkőzés legjobbjának az Arsenal játékosát, Ainsley Maitland-Niles-t választották.
A mérkőzést élőben közvetítette a BT Sport 1, a BT Sport Extra 1 és a BT Sport Ultimate, a BBC One pedig összefoglalót adott. Rádiós közvettíést Sam Matterface és Trevor Sinclair kommentálásában a Talksport nyújtott. A mérkőzést a londoni Wembley Stadionban rendezték 2020. augusztus 29-én, a koronavírus-járvány miatt zárt kapuk mögött. Érdekesség, hogy első alkalomma a női Szuperkupa-döntőt is egy napon és egy stadionban rendezték, valamint közvetíteték a férfiak döntőjével.

## A mérkőzés

### Részletek
| 2020. augusztus 29. 17:30 CEST |

| Arsenal                                            | 1–1               | Liverpool                              |
| -------------------------------------------------- | ----------------- | -------------------------------------- |
| Aubameyang 12'                                     | (1–0) Jegyzőkönyv | Minamino 73'                           |
| Büntetőpárbaj                                      |                   |                                        |
| Nelson Maitland-Niles Cédric David Luiz Aubameyang | 5–4               | Szaláh Fabinho Brewster Minamino Jones |

| Wembley Stadion, London Játékvezető: Andre Marriner |

| Arsenal | Liverpool |

| GK           | 26 | Damián Martínez               |  |     |
| CB           | 16 | Rob Holding                   |  |     |
| CB           | 23 | David Luiz                    |  |     |
| CB           | 3  | Kieran Tierney                |  | 83' |
| RM           | 2  | Héctor Bellerín               |  | 58' |
| CM           | 25 | Mohamed en-Neni               |  |     |
| CM           | 34 | Granit Xhaka                  |  |     |
| LM           | 15 | Ainsley Maitland-Niles        |  |     |
| RW           | 7  | Bukayo Saka                   |  | 82' |
| CF           | 30 | Eddie Nketiah                 |  | 82' |
| LW           | 14 | Pierre-Emerick Aubameyang (c) |  |     |
| Cserék:      |    |                               |  |     |
| GK           | 1  | Bernd Leno                    |  |     |
| DF           | 4  | William Saliba                |  |     |
| DF           | 17 | Cédric Soares                 |  | 58' |
| DF           | 31 | Sead Kolašinac                |  | 83' |
| MF           | 28 | Joe Willock                   |  | 82' |
| MF           | 32 | Emile Smith Rowe              |  |     |
| MF           | 54 | James Olayinka                |  |     |
| FW           | 24 | Reiss Nelson                  |  | 82' |
| FW           | 47 | Tyreece John-Jules            |  |     |
| Menedzser:   |    |                               |  |     |
| Mikel Arteta |    |                               |  |     |

| GK           | 1  | Alisson Becker          |     |       |
| RB           | 76 | Neco Williams           |     | 59'   |
| CB           | 12 | Joe Gomez               |     |       |
| CB           | 4  | Virgil van Dijk         |     |       |
| LB           | 26 | Andrew Robertson        |     |       |
| CM           | 7  | James Milner (c)        | 57' | 59'   |
| CM           | 3  | Fabinho                 |     |       |
| CM           | 5  | Georginio Wijnaldum     |     | 90+2' |
| RW           | 11 | Mohamed Szaláh          |     |       |
| CF           | 9  | Roberto Firmino         |     | 83'   |
| LW           | 10 | Sadio Mané              |     |       |
| Cserék:      |    |                         |     |       |
| GK           | 13 | Adrián                  |     |       |
| DF           | 21 | Konsztandínosz Cimíkasz |     |       |
| DF           | 89 | Billy Koumetio          |     |       |
| MF           | 8  | Naby Keïta              |     | 59'   |
| MF           | 16 | Marko Grujić            |     |       |
| MF           | 17 | Curtis Jones            |     | 83'   |
| MF           | 67 | Harvey Elliott          |     |       |
| FW           | 18 | Minamino Takumi         |     | 59'   |
| FW           | 24 | Rhian Brewster          |     | 90+2' |
| Menedzser:   |    |                         |     |       |
| Jürgen Klopp |    |                         |     |       |

| A mérkőzés legjobbja: Ainsley Maitland-Niles (Arsenal) Játékvezető-asszisztens: Mark Scholes (Berks & Bucks) Marc Perry (Birmingham) Negyedik játékvezető: Andrew Madley (West Riding) Tartalék játékvezető: Dan Robathan (Norfolk) Videóbíró: David Coote (Nottinghamshire) Videóbíró asszisztense: Dan Cook (Hampshire) | Szabályok - 90 perc játékidő - Döntetlen esetén büntetők következnek - Kilenc nevezhető cserejátékos - Maximum hat cserelehetőség |